# Gottfried Berthold
Gottfried Berthold, född den 16 september 1854 i Gahmen i Lünen, död den 7 januari 1937 i Göttingen, var en tysk botanist.
Berthold var professor i Göttingen 1887-1922. Till hans undersökningar hörde dels algologi,  dels växtfysiologi. Inom det senare område publicerade han sina främsta arbeten, Studien über Protoplasmamechanik (1886) och Untersuchungen zur Physiologie der pflanzlichen Organisation (2 band, 1898-1904), där han lämnade ett omfattande material till belysningen av näringsfysiologiska och biokemiska korrelationsproblem.